# Alexander I. (Bischof von Rom)

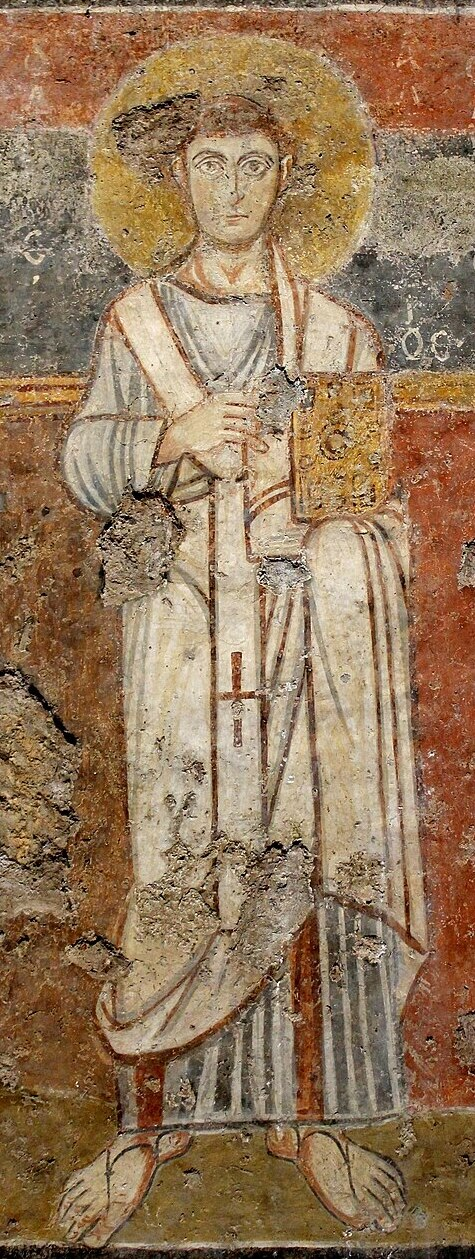
Alexander auf einem Fresko in Santa Maria Antiqua aus dem 8. Jahrhundert

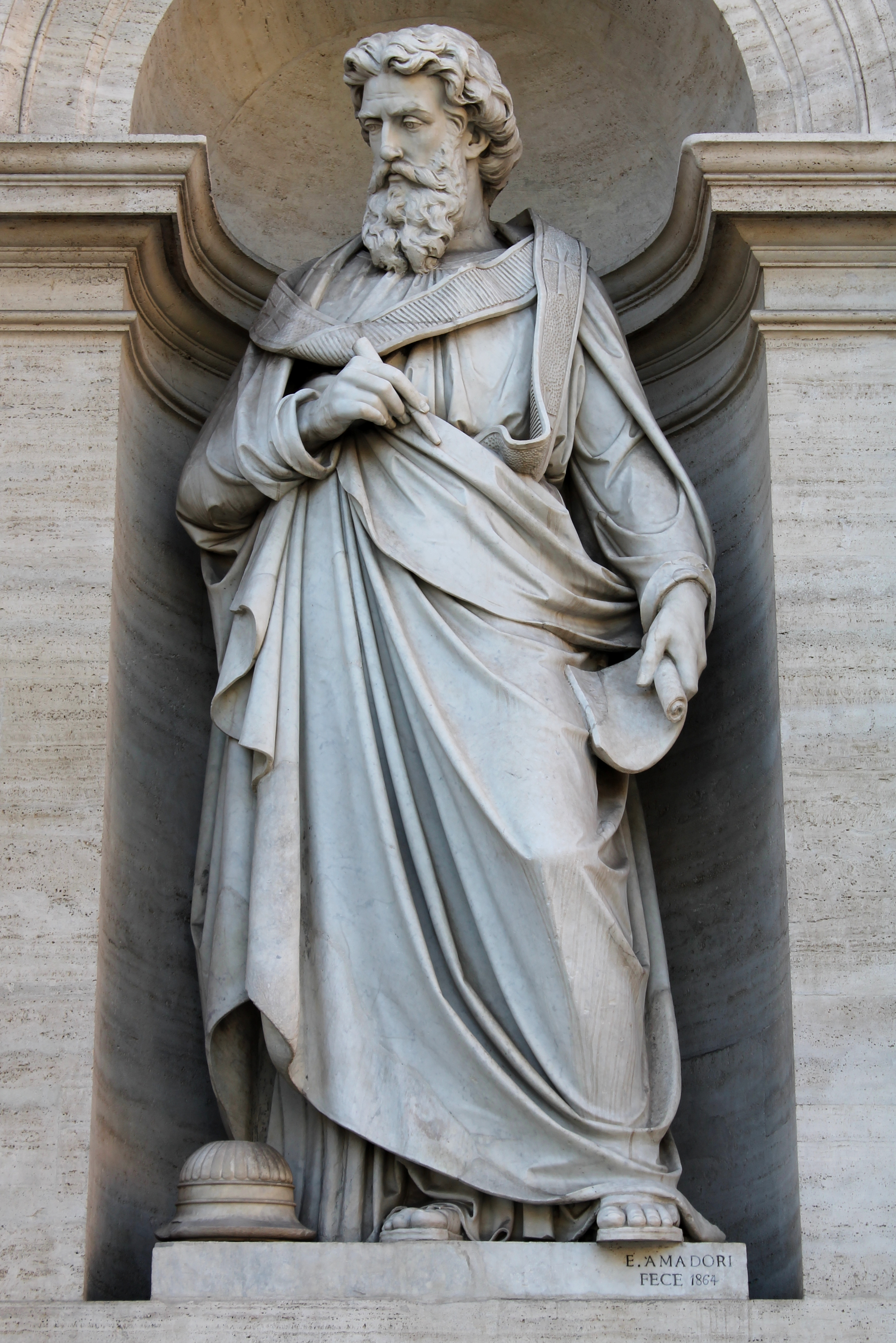
Alexander in der Porta Pia (1864)

Alexander I. (* in Rom; † 3. Mai 115 in Rom) war ein antiker Leiter in der christlichen Gemeinde Roms und wird als Nachfolger von Evaristus und Vorgänger von Sixtus traditionell als sechster Bischof von Rom angesehen.

## Leben
Dem Kirchenvater Eusebius zufolge übernahm Alexander im zwölften Regierungsjahr von Trajan, also im Jahre 109/110, das Bischofsamt. Nach zehnjähriger Amtszeit verstarb Alexander im dritten Regierungsjahr Kaiser Hadrians, also nach dem August des Jahres 119. Nach dem Liber Pontificalis soll er der Sohn eines Römers namens Alexander aus der Region Caput Tauri gewesen sein. Er sei zehn Jahre, sieben Monate und zwei Tage Bischof von Rom gewesen und zur Zeit von Kaiser Trajan während des Konsulats von Aemilius Aelianus und Antistius Vetus im Jahre 116 gestorben. Der Bischofsstuhl blieb für 35 Tage vakant, bevor Sixtus die Nachfolge antrat. Im Catalogus Liberianus wiederum werden Alexander elf Jahre, zwei Monate und ein Tag zugeschrieben; die angegebenen Konsuln passen hierzu jedoch nicht. Hiernach wurde Alexander während des Consulats von Cornelius Palma und Calvisius Tullus im Jahre 109 zum Bischof geweiht und soll während des Consulats von Aelianus und Vetus im Jahre 116 gestorben sein. Er soll die Märtyrerin Balbina und deren Vater Quirinus, der ebenfalls das Martyrium erlitt, zum Christentum bekehrt und getauft haben. Alle diese Nachrichten sind nicht verlässlich.

## Verehrung
Alexander wurde im Lauf der Jahrhunderte mit dem Märtyrer Alexander der Via Nomentana gleichgesetzt, dessen Gedenktag wie der des Bischofs am 3. Mai begangen wird (in den orthodoxen Kirchen am 16. März). Er ist ein Kanonheiliger, das heißt, dass sein Name im Hochgebet genannt wird. Weder Irenäus noch Eusebius erwähnen jedoch ein Martyrium Alexanders.
Der hl. Alexander wird gegen Kropf und Skrofeln angerufen. Reliquien des Heiligen gelangten 834 nach Freising, weshalb hier das Fest der Reliquientranslation am 5. Mai begangen wird. Auch nach Aschaffenburg, in die Stiftskirche St. Peter und Alexander, gelangten Reliquien.

## Eintrag in der Schedel’schen Weltchronik von 1493
Alexander hat einen eigenen Eintrag in der Schedel’schen Weltchronik von 1493. Auf Blatt CXII über das sechste Weltalter heißt es:

„Alexander der babst was von gepurt ein römer. der tag iung. der sitten elter vnd ein nachkomen des babsts Euaristi vnd kome bis an die zeit Adriani des kaysers vnd bekeret mit seiner kunst und heiligkeit vil rathern zum glawben und machet ettliche gesetz zu hanthabung der kirchen dienende. Erstlich das nymant bey der pene des pans einen babstlichen legaten hindern solt. Item so solt kein clerick vor eim werltlichen richter verclagt werden. Item das allain ein mess von einem vnnd an einem tag gehalten werden solt. So solten sie die oblaten nit auß eim gesewrtem sundern ungesewrtem machen. Item das man das weyhwasser in den kirchen und schlaffkamern zu veriagung der teüfel behalten solt. […]“

„Papst Alexander war von Geburt ein Römer. Jung an Jahren, jedoch bereits weise, ein Nachfolger des Papstes Evaristus, gestorben zur Regierungszeit des Kaisers Hadrian, bekehrte er durch seine Überzeugungskunst und Frömmigkeit viele Ratsherrn zum christlichen Glauben und verfügte etliche Gesetze für seine Kirchendiener. Erstens, dass niemand bei Androhung des Banns einen päpstlichen Legaten aufhalten oder behindern soll. Auch soll kein Kleriker von einem weltlichen Gericht belangt werden. Ebenso, dass von einem Priester nur eine Messe am Tag gehalten werden soll. So sollen Oblaten nicht aus gesäuertem, sondern nur aus ungesäuertem Teig gemacht werden. Außerdem, dass man Weihwasser in Kirchen und Schlafräumen zur Abschreckung der Teufel beibehalten soll. […]“